# El agente secreto
El agente secreto (The Secret Agent, en el original, en inglés) es una novela escrita por Joseph Conrad, publicada en 1907. La historia se desarrolla en Londres en 1886 y se centra en la vida de Mr. Verloc y su trabajo como espía. Es una de las últimas obras políticas escritas por Conrad, que se alejan de sus típicas historias marítimas. Trata ampliamente los temas de anarquismo, espionaje y terrorismo. Retrata los grupos anarquistas o revolucionarios antes de las revueltas sociales del siglo XX; sin embargo, se ocupa también del tema de la explotación, en particular respecto de la relación entre Verloc y su cuñado. The Secret Agent fue señalada como «una de las tres obras literarias más citadas en la American media» post 11-9-2001.

## Resumen de la trama
La novela se ubica en Londres en 1886 y gira en torno a la vida de Mr. Verloc, quien vive en un barrio de casas modestas; en la planta baja tiene una tienda donde vende tinta, utilería y baratijas y en el piso superior vive con su mujer Winnie, su suegra y el hermano de su mujer, Stevie. Este último tiene una discapacidad mental que hace que sea muy excitable; Winnie lo cuida y lo trata más como un hijo que como un hermano. Su suegra tenía una pensión familiar que dejó para irse a vivir con ellos cuando se casaron. Los amigos de Verloc pertenecen a un grupo de partidarios de la revolución social de varias orientaciones, algunos de ellos anarquistas, entre los que se destacan el Camarada Ossipon, Michaelis, Karl Yundt y "El Profesor". Aunque la policía conoce sus acciones, el grupo produce publicaciones en forma de panfletos titulados "F.P.", una abreviatura de "El futuro del proletariado". 
La novela comienza con Verloc y su esposa en su casa hablando trivialidades, con lo cual se introduce al lector en la familia. Después Verloc sale para encontrarse con el Sr. Vladimir, primer secretario de la embajada de un país extranjero (implica que es Rusia), pues aunque Verloc es miembro de la cédula anarquista, también está contratado por Vladimir como espía y agente provocador. El Sr. Vladimir le dice que está descontento con su trabajo y que para rehabilitarse debe llevar a cabo una operación secreta que consiste en la destrucción del observatorio de Greenwich mediante una bomba con la finalidad de provocar una reacción del gobierno británico contra los exiliados partidarios de la revolución. Más tarde Verloc se encuentra en su casa con sus amigos, quienes están conversando sobre política y Derecho, y la noción de revolución comunista, lo cual perturba a Stevie cuando los oye sin ser advertido.
La novela prosigue sin que se indique cuánto tiempo transcurrió desde la escena anterior. El camarada Ossipon se encuentra con El Profesor y de su conversación resulta que este último fabrica bombas por encargo y que siempre lleva una en su abrigo, lo que le permitiría volarse en forma instantánea junto con lo que se encuentre a su alrededor, con solo apretar un botón. Se sabe también que ese día estalló una bomba en el parque Greenwich que destrozó a la persona que la portaba. Cuando El Profesor deja la reunión se topa por casualidad con el inspector jefe Heat, el policía que está investigando la explosión de Greenwich. Heat le dice a El Profesor que no es sospechoso en ese caso pero que está siendo vigilado por sus antecedentes anarquistas y sus inclinaciones terroristas.
Sabiendo que Michaelis se ha mudado recientemente al campo para escribir un libro, Heat le informó a su superior, el Comisario, que sospecha del mismo y que encontró en el abrigo del portador de la bomba una etiqueta con la dirección de una tienda. El Comisario no desea perjudicar a Michaelis porque sus esposas son amigas, de modo que insiste hasta que Heat le cuenta que la tienda pertenece a Verloc, que sabe que el mismo trabaja para la embajada y que tiene un trato con él en virtud del cual Verloc le proporciona información ocasionalmente a cambio de no ser molestado en su comercio por la policía.
Posteriormente el Comisario le dice a su superior, Sir Ethelred, que sospecha que el atentado no provino de los revolucionarios sino que ve la mano de la embajada extranjera; agrega que se propone intervenir en el caso, prescindiendo del inspector Heat porque, si bien lo considera un buen policía, no concuerda con algunos de los métodos que usa. Después de esa reunión el Comisario se dirige a casa de los Verloc.
La narración oscila a menudo entre el trabajo de Verloc y su vida familiar. En este punto retrocede en el tiempo, aunque no lo manifieste explícitamente. Relata que la madre de la señora Verloc había gestionado y obtenido su admisión en un asilo porque consideraba que así preservaba mejor el matrimonio de su hija y el bienestar de Stevie. Por ello se dirigieron los tres a dicho lugar en un coche a caballos conducido por un hombre que tiene un gancho en el lugar de la mano. El modo brusco de conducir del cochero sumado a la vista de su gancho perturbaron mucho a Stevie, que debió ser calmado por la señora Verloc. Al día siguiente Verloc partió en un viaje de negocios por diez días al continente.
Al regresar, su esposa le dice del gran respeto que tiene por él Stevie y le ruega que pase más tiempo con él. Verloc acepta dar un paseo con su cuñado y al regreso su esposa observa que la relación con Stevie ha mejorado. Un día Verloc le cuenta que llevó a Stevie a visitar a Michaelis, y que se quedaría en el campo con él unos días.
El día del atentado Verloc salió de su casa muy temprano y regresó cerca del anochecer y le cuenta que ha ido al Banco a retirar todo el dinero; su esposa lo nota abstraído, callado y piensa que se ha enfermado. Ese mismo día Verloc va a la tienda a atender a una persona, permanece con ella un largo tiempo y regresa a la casa a buscar un abrigo porque va a salir. En el ínterin Winnie va a la tienda y conversa con un desconocido a quien cree extranjero pese a que habla el inglés correctamente, y que finalmente se marcha con Verloc.
Poco después llega el inspector jefe y a su pedido la señora Verloc reconoce que la etiqueta pertenecía al abrigo de Stevie. Heat comprende que Verloc era la persona que acompañaba a Stevie cuando llevaba la bomba y se da cuenta de que se ha marchado con el Comisario. En ese momento regresa Verloc y los dos hombres empiezan a hablar mientras la esposa los escucha escondida.
Verloc reconoce a Heat que iba con Stevie, alega que la bomba explotó antes de tiempo y agrega que está decidido a confesar todo públicamente. Heat trata de persuadirlo que no lo haga y que se escape, pues provocaría un escándalo y quedaría en descubierto el sistema de información de la policía. Se marcha e informa a Sir Ethelred lo sucedido, luego va a una reunión social donde se encuentra con el Sr. Vladimir y le cuenta que Verloc ha dado su versión de lo sucedido.
Mientras tanto Verloc, que se había quedado solo con su esposa, trata de explicarle que se trató de un accidente no deseado. Interiormente comprendía que se había aprovechado de su extraordinaria influencia sobre Stevie para complicarlo en el hecho y consideraba además que pese a todo había tenido éxito en provocar la conmoción que pretendía el Sr. Vladimir. Verloc habla largamente mientras su esposa en silencio lo escucha, rememorando su vida para luego vestirse para marcharse. Pero cuando está por salir, su esposo la llama. Winnie se le acerca tomando en el camino un cuchillo que estaba sobre la mesa y lo mata.
Al salir de la tienda la señora Verloc encuentra al camarada Ossipon, que había estado rondando por allí, y le pide ayuda pues no quiere ser atrapada y ahorcada por asesinato. Ossipon la reconforta, le confiesa sus sentimientos románticos y piensa irse lejos con ella. Winnie le da la cartera con el dinero retirado del Banco y ambos suben al tren, pero cuando ya estaba en marcha Ossipon la abandona arrojándose del mismo. Unos días más tarde lee la noticia de que una pasajera con las mismas señas de Winnie había desaparecido del trasbordador presumiblemente ahogada voluntariamente. Comenzará a beber sin medida recordándola permanentemente, moralmente destruido.

## Personajes
- Mr. Verloc: el propietario de un negocio de baratijas de un mugriento barrio de Londres que al mismo tiempo que es uno de los vicepresidentes de una organización de que reúne simpatizantes de la revolución social de distintas ideologías, incluyendo anarquistas trabaja desde hace mucho tiempo para la embajada rusa como espía y agente provocador y, al mismo tiempo, es confidente del inspector Heat de la policía británica. Reservado, indolente, está casado con Winnie Verloc, y vive con el hermano y la madre de su esposa.
- Winnie: la esposa de Mr. Verloc, cuida a su hermano Stevie como si fuera su hijo. Es menor que su esposo y a pesar de que trata con afecto a Verloc, a veces piensa cuál hubiera sido su vida de haberse casado con él lo hubiera hecho con un pretendiente que tuvo anteriormente.
- Stevie: el hermano de Winnie Verloc, es muy sensible y excitable, en especial frente a relatos que se refieran a violencia o injusticia. Stevie pasa la mayor parte del tiempo ayudando en las tareas de la casa y dibujando círculos en hojas de papel.
- Inspector jefe Heat: un policía astuto de la sección de delitos especiales que investiga una explosión ocurrida en Greenwich y cuyo superior es el Comisario.
- El Comisario: tiene un rango superior al del Inspector jefe y trata de utilizar los datos que obtiene Heat para investigar personalmente sin que aquel lo sepa, con el propósito de apropiarse del mérito. Su superior es Sir Ethelred.
- Sir Ethelred: es el superior del Comisario y a quien éste reporta.
- Mr. Vladimir: un empleado de una embajada extranjera, el relato implica que es la de Rusia, que utiliza a Verloc como agente provocador buscando que el gobierno británico reprima y expulse a los emigrados socialistas y anarquistas rusos.
- El Camarada Ossipon: anarquista, amigo de Mr. Verloc.
- Karl Yundt: anarquista, amigo de Mr. Verloc.
- Michaelis: anarquista, amigo de Mr. Verloc.
- El Profesor: anarquista, amigo de Mr. Verloc.

## Principales temas

### Terrorismo y anarquismo
Terrorismo y anarquismo son aspectos intrínsecos de la novela y esenciales para la trama. Mr. Verloc está empleado por una embajada extranjera que le pide que actúe como agente provocador y muchos de los personajes se vinculan en alguna forma a las actividades terroristas: todos los amigos de Verloc están interesados en una revolución social y la policía estuvo investigando si había anarquistas detrás de la bomba de Greenwich.

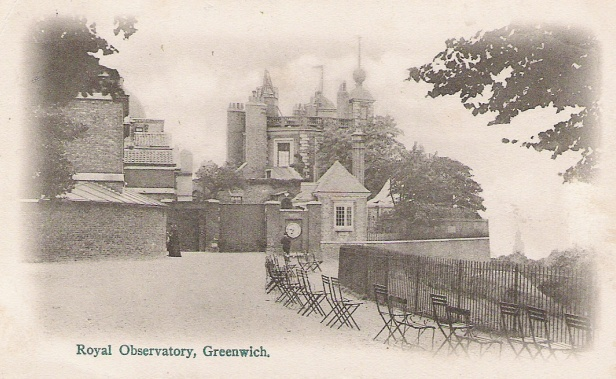
Observatorio de Greenwich alrededor de 1902 como aparece en una tarjeta postal.

La novela fue escrita en una época en que la actividad terrorista iba en aumento, habiéndose producido tanto en Europa como en Estados Unidos varios asesinatos de jefes de Estado y atentados dinamiteros. Conrad también utilizó la historia de dos personas en especial, Mijaíl Bakunin y el Príncipe Piotr Kropotkin para obtener elementos para sus personajes anarquistas, si bien de acuerdo con el prólogo al libro el único personaje verdaderamente anarquista en El agente secreto es Winnie Verloc ya es el único que realiza un acto directo de violencia contra otro a pesar de las intenciones del F.P. de impulsar un cambio radical y de las inclinaciones del Profesor de llevar siempre consigo una bomba.
Los críticos han analizado el papel del terrorismo en la novela. Patrick Reilly dice que es "un texto terrorista y también un texto sobre terrorismo" debido a su manipulación que hace que el atentado sea conocido por el lector antes que por los personajes, alterando así la concepción tradicional del tiempo. La moralidad que está implícita en estos actos de terrorismo también ha sido explorada en la obra; ¿Verloc es malvado porque su negligencia llevó a su cuñado a la muerte, como evidentemente piensa Winnie? La cuestión, sin embargo, no es tan clara si se tiene en cuenta que Verloc trató de cumplir su cometido sin provocar víctimas y en la forma más sencilla posible para retener su empleo y cuidar a su familia.

### Política
La política se encuentra presente a lo largo de toda la novela: Mr. Verloc trabaja para una embajada ayudándola en los fines políticos que persigue, a los integrantes del F.P. los congregan intereses políticos e incluso en la vida privada de Verloc la política tendrá consecuencias.
La descripción de Conrad del anarquismo tiene un "fuerte contenido político", aunque el foco está puesto en cuanto implica aspectos vinculados al terrorismo. Las discusiones en el F.P. se refieren al papel del anarquismo y a su relación con la sociedad contemporánea. La amenaza que estas ideas representaban para la sociedad británica es evidente, tanto que el Inspector Heat conocía a los miembros del F.P. en razón de su ideología y que la vigilancia sobre Michaelis era tan estrecha que hasta debía notificar a la policía que se estaba mudando al campo.
El complot para destruir Greenwich es en sí mismo anarquista. Mr. Vladimir afirmó que la bomba "debía ser puramente destructiva" y que los anarquistas que quedarían implicados como los causantes de la explosión "debían dejar bien en claro que estaban absolutamente decididos a hacer tabla rasa de todo el universo social." Sin embargo, el accionar político del anarquismo está finalmente bajo control en la novela: el único atentado supuestamente planeado con fines políticos fue orquestado por una organización secreta gubernamental.

## Importancia literaria y recepción
Al principio la novela tuvo una pobre acogida, tanto en Gran Bretaña, donde se vendieron no más de 6500 ejemplares, como en los Estados Unidos, donde la venta fue de 3.076 ejemplares entre 1907 y 1914. Si bien la venta se incrementó ligeramente luego de 1914, en vida de Conrad se mantuvo en niveles modestos.
La novela motivó críticas favorables, la mayoría de ellas coincidiendo con la opinión del The Times Literary Supplement, que ella "aumentaba la reputación de Mr. Conrad, que ya es de las más altas." Había, sin embargo, detractores que estaban en desacuerdo con "los desagradables temas y personajes". La revista Country Life la calificó como una narración "indecente" al mismo tiempo que criticaba su "estilo a menudo denso y elíptico".
Más recientemente, El agente secreto está siendo considerada como una de las mejores novelas de Conrad. The Independent la calificó como "una de las grandes novelas ciudadanas de Conrad", en tanto The New York Times insistía en que era "el estudio novelístico más brillante sobre el terrorismo". Se le considera una visión premonitoria del siglo XX, pues anticipa el incremento del terrorismo y de las sociedades secretas. Se encuentra en las listas de lectura desde la escuela secundaria hasta los cursos de postgraduados universitarios, en el Reino Unido.

## Antecedentes
El personaje de Stevie está inspirado en el anarquista francés Martial Bourdin, que murió en el Parque de Greenwich cuando detonaron prematuramente los explosivos que llevaba. Se desconocen tanto los motivos de Bourdin como el blanco que tenía en mira, que podría haber sido el Observatorio de Greenwich. En el prefacio que escribió Conrad en 1920 para su novela recuerda una conversación que tuvo con Ford Madox Ford sobre la bomba:

[...] "recordamos la ya vieja historia del intento de volar el observatorio de Greenwich; una sangrienta insensatez, tan enormemente estúpida que resulta imposible desentrañar su origen por ningún proceso mental razonable, o inhcluso irracional. Porque la sinrazón perversa tiene su propios procesos lógicos. Pero aquel atentadono podía ser concebido mentalmente en ninguna forma, de modo que uno quedaba ante el hecho de un hombre hecho pedazos por nada que pudiera, ni en lo más remoto, parecer una idea, anarquista o no. En cuanto al muro exterior del observatorio, no sufrió ni la más ligera grieta.

Señalé todo esto a mi amigo, que permaneció callado algún tiempo, y después observó, en su acostumbrado tono foruito y omnisciente: 'Ah, aquel tipo era medio idiota. Su hermana se suicidó después'. Estas fueron absolutamente las únicas palabras que se cruzaron entre nosotros, ya que la enorme sorpresa ante esta inesperada información me dejó sin palabras por un momento y él pasó a hablar de otra cosa"[...].

## Unabomber
Se dice que El agente secreto tuvo influencia en The Unabomber, cuyo nombre real era Theodore Kaczynski. Kaczynski fue un gran fanático de este libro y siendo adolescente tenía un ejemplar junto a su cama. Se identificaba fuertemente con el personaje de "El Profesor" y aconsejaba a su familia que leyera El agente secreto en un esfuerzo por entender más aún el personaje, con quien se sentía muy ligado. David Foster, el asesor literario que ayudó al FBI dijo que "parecía haber sentido que su familia no podía entenderlo sin haber leído a Conrad."
La idolatría del personaje por Kaczynski se debía a los rasgos que ambos compartían: desafecto, hostilidad hacia el mundo, y aspiración a ser anarquistas. Sin embargo, no era una mera idolización, Kaczynski usó a "El Profesor" como una fuente de inspiración y "fabricó dieciséis paquetes explosivos que detonaron en varios lugares". Después de su detención Kaczynski reveló a los agentes del FBI que había leído la novela una docena de veces y que a veces usaba "Conrad" como un alias. Se descubrió que Kaczynski había usado algunas variantes del nombre de Conrad - Conrad, Konrad, y Korzeniowski, apellido original de Conrad - para registrarse en varios hoteles en Sacramento. Como en su juventud, Kaczynski tenía un ejemplar de El agente secreto en una cabaña en Montana.

## Adaptaciones
- Conrad adaptó la novela como un drama en tres actos con el mismo título en 1923, no hay constancia de que la obra haya sido representada en ningún lugar antes de enero de 2008, cuando se estrenó en italiano en el Teatro Stabile de Génova, bajo la dirección de Marco Sciaccaluga.[cita requerida]
- La película Sabotaje, dirigida por Alfred Hitchcock en 1942, se basó en la novela, si bien se hicieron muchos cambios en la trama y en los personajes.[24] (Otra película de Hitchcock de 1936, Secret Agent, se basa en una novela de William Somerset Maugham.[24])
- Se produjo una versión fílmica con el mismo nombre que la novela en 1996, con la actuación de Bob Hoskins, Patricia Arquette y Gérard Depardieu.[cita requerida]
- Se adaptó como obra teatral, producida en 2007 por Alexander Gelman, director artístico del Organic Theater Company, en Chicago, Illinois. El estreno fue el 18 de abril de 2008.[cita requerida]
- En el 2016, se adaptó para la televisión británica, como una miniserie de tres capítulos, The Secret Agent, con la actuación de Toby Jones.[25]